# Alpine A110 (2017)
Der Alpine A110 (Typbezeichnung: AEF, Entwicklungscode: AS1) ist ein seit 2017 hergestellter Mittelmotor-Sportwagen der zum französischen Automobilhersteller Renault gehörenden Marke Alpine.

## Geschichte

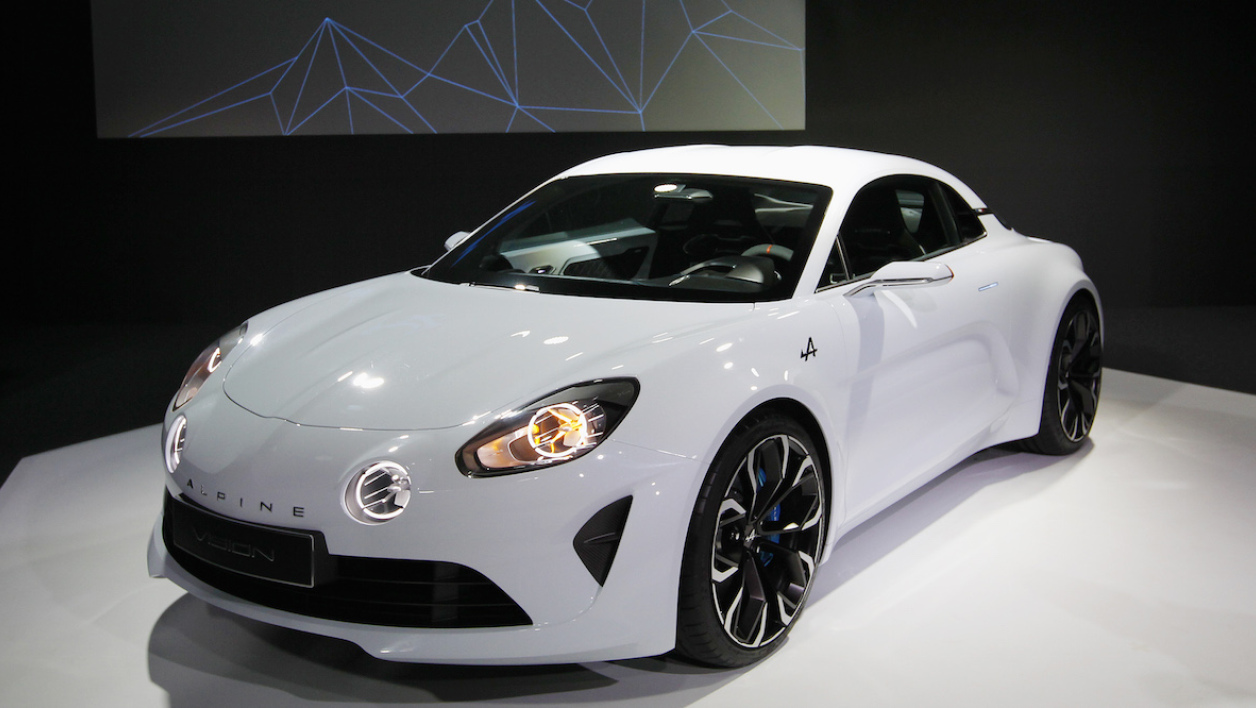
Konzeptfahrzeug Alpine Vision auf dem Genfer Auto-Salon 2016

Nach den drei Konzeptfahrzeugen Alpine A110-50 (Präsentation: Großer Preis von Monaco, Mai 2012), Alpine Celebration (Präsentation: 24-h-Rennen Le Mans, Juni 2015) und Alpine Vision (Präsentation: Monaco, Februar 2016) stellte Renault das Serienfahrzeug auf dem 87. Genfer Auto-Salon im März 2017 vor. Ausgeliefert wurden die ersten Exemplare des Zweisitzers, der an den zwischen 1961 und 1977 gebauten Alpine A110 erinnern soll, ab Herbst 2017. In der Entwicklungsphase wurden ab 2013 Mulettos mit der Karosserie des Lotus Exige verwendet.
Nach über 20 Jahren brachte der Renault-Konzern somit nach dem A610 wieder ein Fahrzeug unter der Marke Alpine auf den Markt. Wie schon die historischen Modelle wird der neue A110 im französischen Dieppe gebaut. Verkauft wurden zunächst 1955 Fahrzeuge, die als Sonderedition Première Edition angeboten wurden. Diese A110 wurden ab Anfang 2018 ausgeliefert.
Auf dem 88. Genfer Auto-Salon im März 2018 präsentierte Alpine den A110 in zwei neuen Varianten, die nicht mehr limitiert sind. Die Variante Pure ist eine besonders leichte Version des Sportwagens, während die Variante Légende auf Komfort getrimmt ist.
Im Juni 2019 wurde die leistungsstärkere Variante A110 S vorgestellt. Sie kam im Oktober 2019 in den Handel.
Auf dem International Automobile Festival at Invalides in Paris präsentierte der Hersteller im Januar 2020 das Modell als Konzeptfahrzeug A110 SportsX. Als Hommage an das Fahrzeug, das 1973 die Rallye Monte Carlo gewann, hat es eine höher gelegte Karosserie.

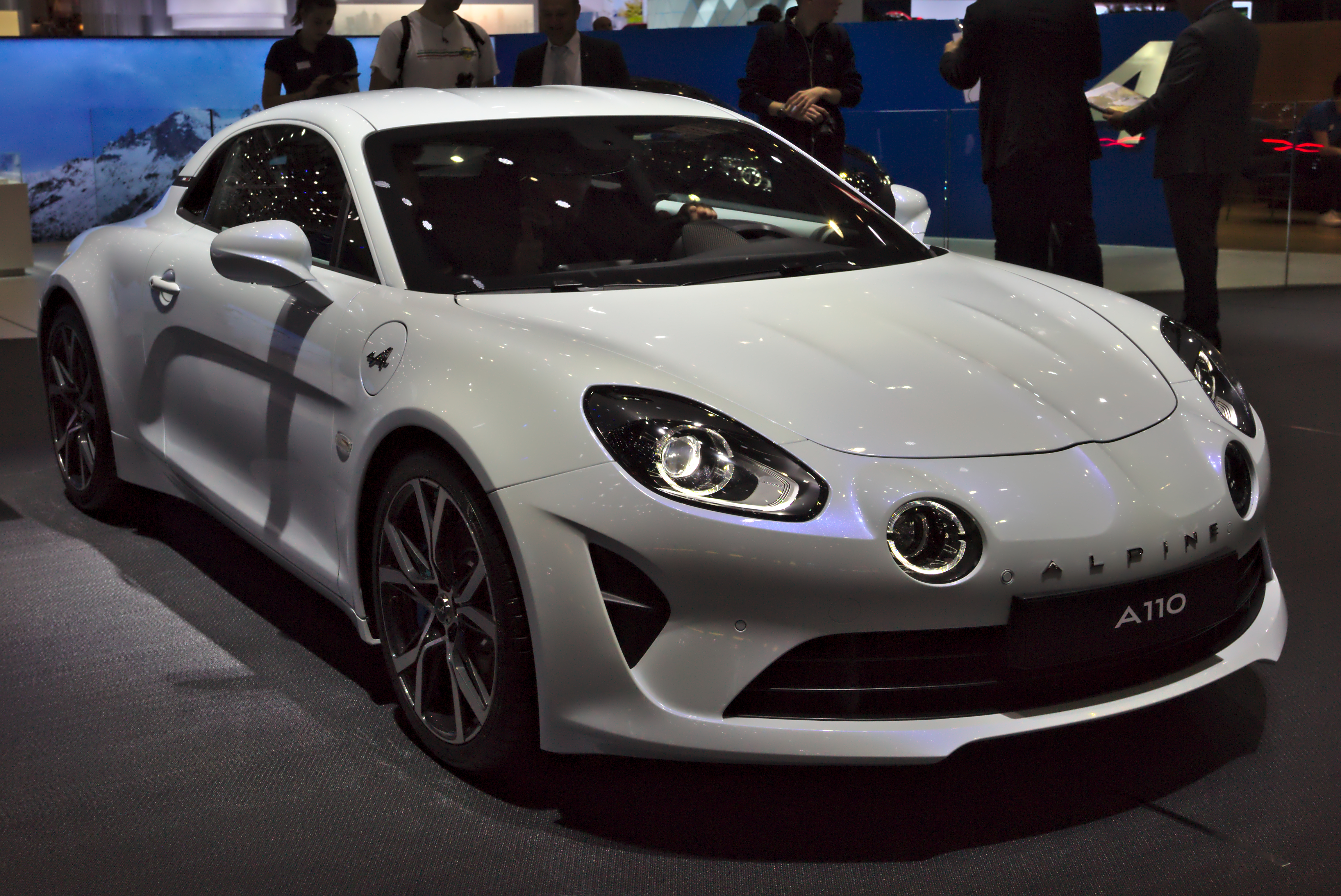
Frontansicht der Version Pure auf dem Genfer Auto-Salon 2018
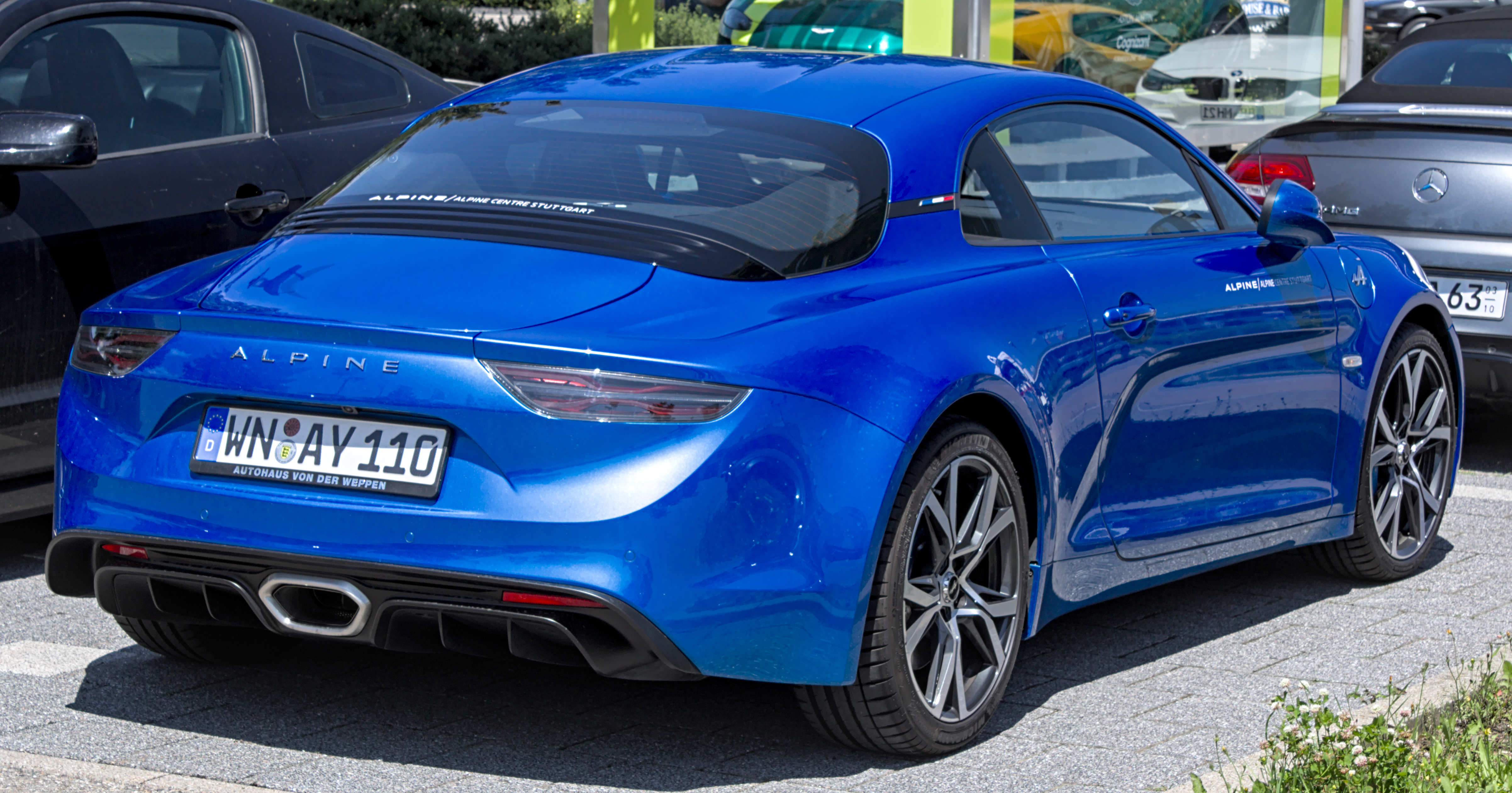
Heckansicht
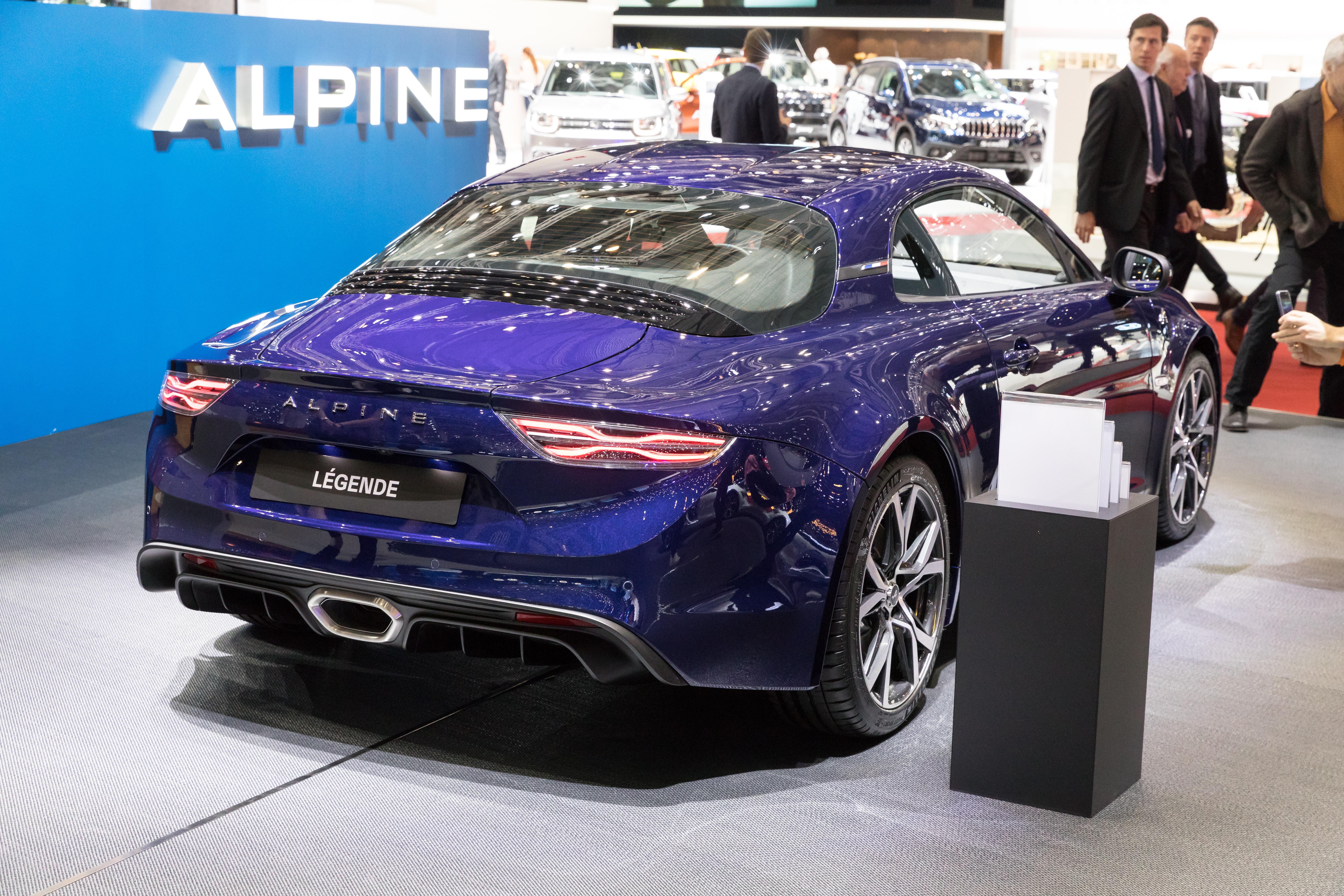
Heckansicht der Version Légende auf dem Genfer Auto-Salon 2018
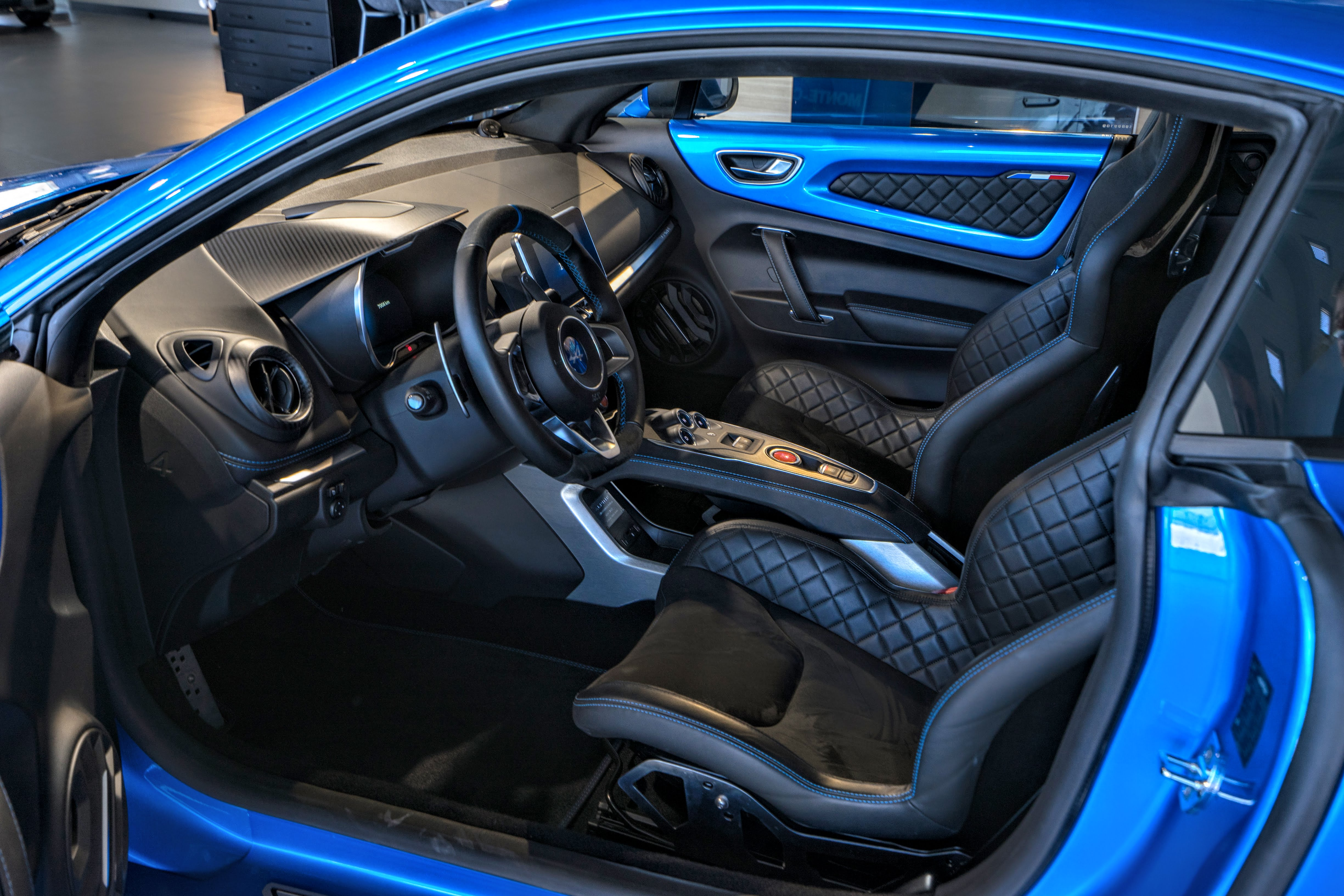
Innenraum
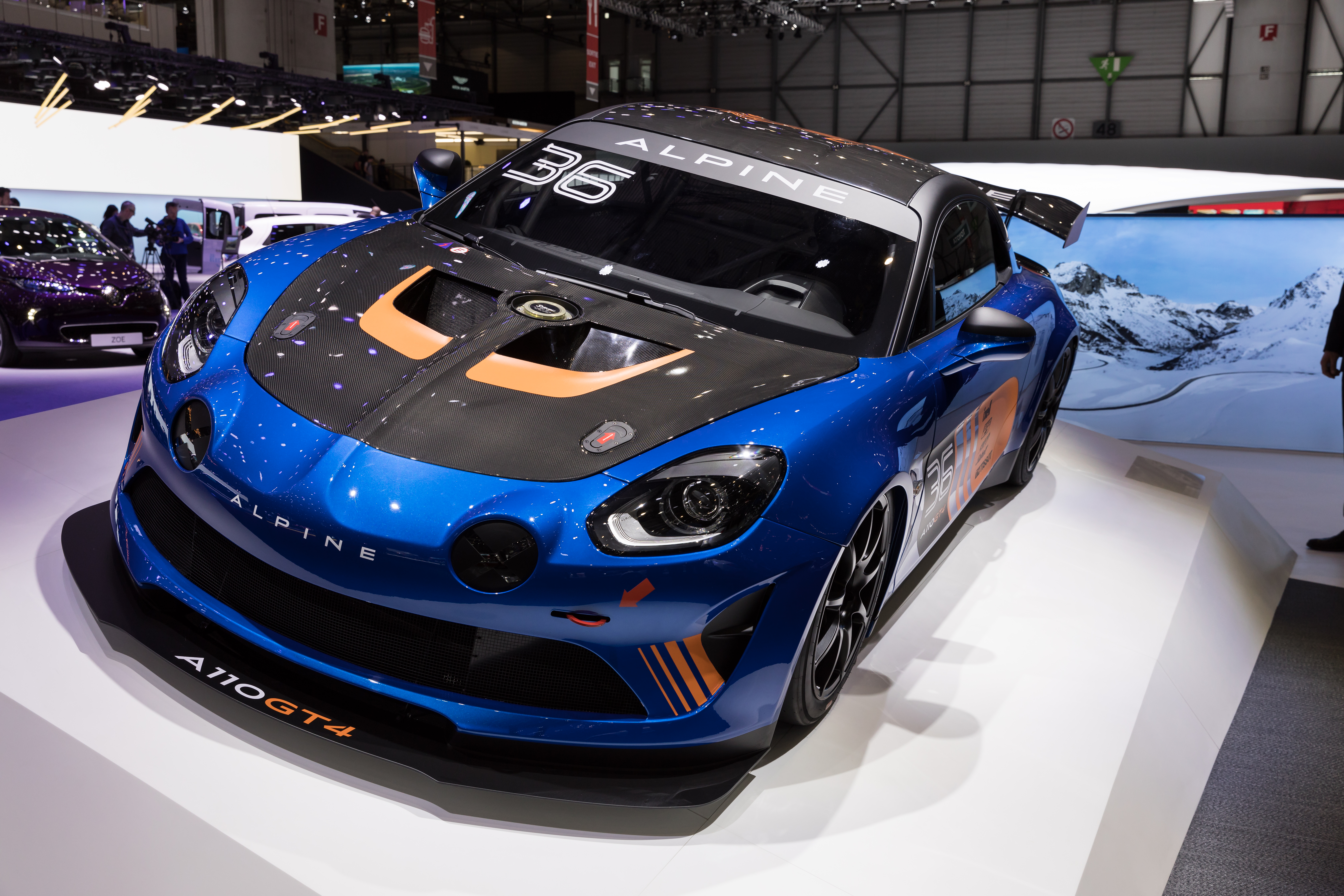
Alpine A110 GT4 auf dem Genfer Auto-Salon 2018

Eine überarbeitete Version der Baureihe wurde im November 2021 präsentiert. Neben mehr Leistung gibt es ein neues Infotainmentsystem und ein Aero-Paket.

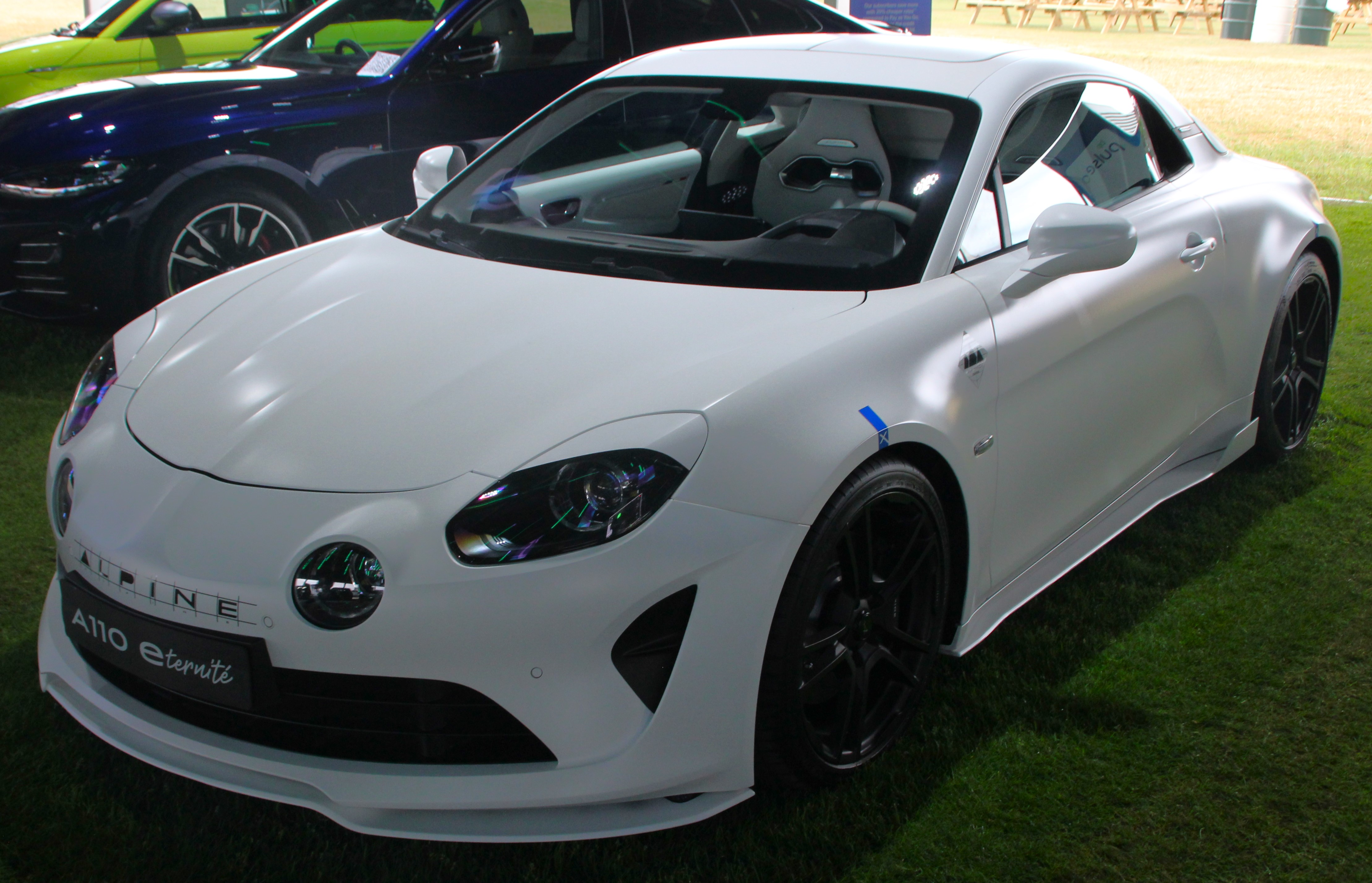
Elektrisches Konzeptfahrzeug Alpine A110 E-ternité (2022)

Anlässlich des Großen Preises von Frankreich 2022 präsentierte Alpine den A110 als batterieelektrisch angetriebenes Konzeptfahrzeug E-ternité mit einem herausnehmbaren Dach. Das Fahrzeug hat Batteriemodule, die auch im Renault Mégane E-Tech Electric verwendet werden. Auch der Elektromotor stammt aus dem Kompaktwagen, ist mit maximal 178 kW (242 PS) aber etwas stärker. Auf 100 km/h soll das Konzeptfahrzeug in 4,5 Sekunden beschleunigen, die Höchstgeschwindigkeit gibt Alpine mit 250 km/h an.

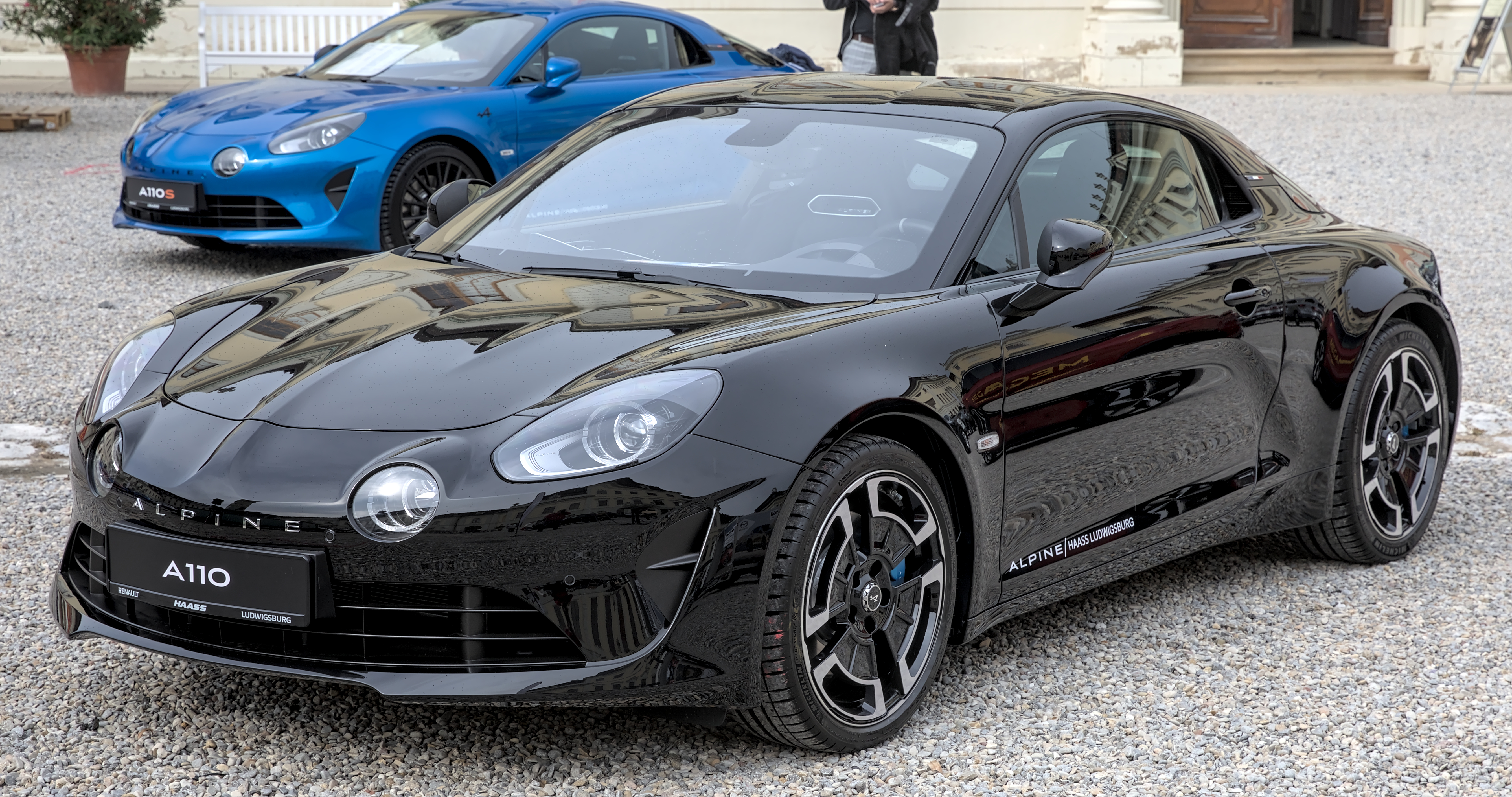
Alpine A110 GT (seit 2021)
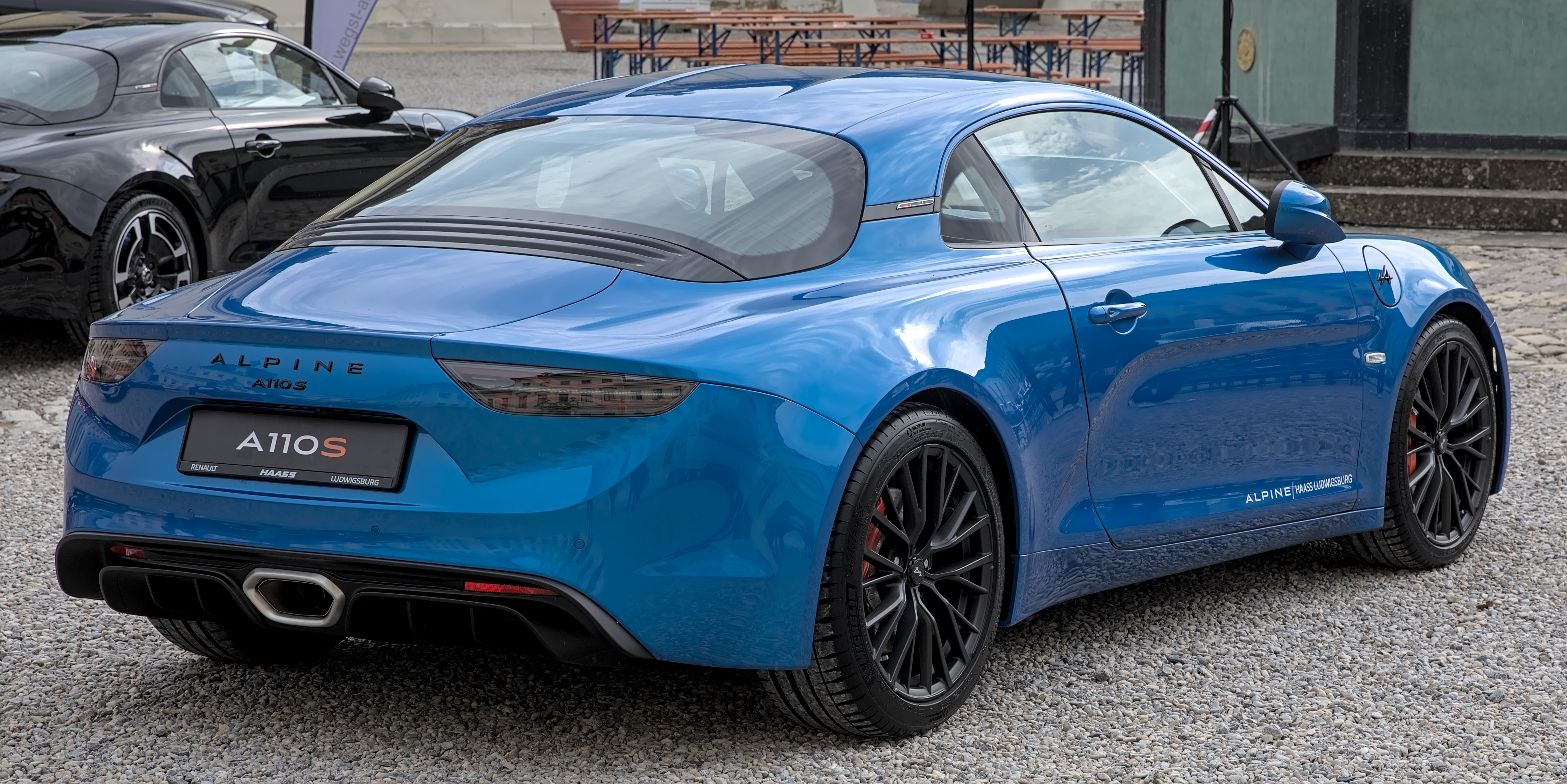
Alpine A110 S (seit 2021)

In Deutschland werden die Fahrzeuge über elf Händler vertrieben, in der Schweiz von fünf Händlern, in Luxemburg von einem Händler und in Österreich von drei Händlern (Stand: Juli 2018).

### Sondermodelle nach der Première Edition
Nach der Erstedition 2018 brachte Alpine seit 2020 jährlich teils auch mehrere Sondermodelle auf den Markt.
Aufgrund des wegen der COVID-19-Pandemie abgesagten Genfer Auto-Salons März 2020 fand virtuell die Premiere des Légende GT und Color Edition im Internet statt. Der auf 400 Exemplare limitierte Légende GT basiert auf dem Modell Légende, hat zusätzlich noch bernsteinfarbene Sitze von Sabelt und eine in dieser Farbe gehaltene Innenausstattung. Angetrieben wird das Sondermodell von einem 185 kW (252 PS) starken Ottomotor. Der Color Edition war Vorreiter einer Sondermodellreihe mit exklusiven Lackierungen, die jedes Jahr neu aufgelegt wird. Als Color Edition 2020 wurde der A110 in der Farbe „Sunflower Yellow“ lackiert. Angetrieben wird das Modell von einem 215 kW (292 PS) starken Ottomotor.
Im Rahmen des Großen Preises von Monaco präsentierte Alpine im Mai 2021 das auf vier Exemplare limitierte Sondermodell X Felipe Pantone auf Basis des A110 S. Gestaltet wurde es vom argentinisch-spanischen Künstler Felipe Pantone.
Anlässlich des ersten Großen Preises von Miami präsentierte Alpine im Mai 2022 das Sondermodell South Beach Colorway. Es soll von den Themen und Farben der Stadt in Florida inspiriert sein. Diverse Gestaltungsmerkmale finden sich an der Karosserie und im Innenraum.
Ein Einzelstück ist der Sastruga. Die Lackierung soll an die unerforschten Gebiete der Erde erinnern und wurde mit Hilfe einer Software für Künstliche Intelligenz entwickelt. Vorgestellt wurde das Sondermodell im April 2022 im Rahmen der Art Paris. Benannt ist es nach dem Sastrugi-Effekt.
Zum 100. Geburtstag von Jean Rédélé, dem Gründer von Alpine, präsentierte der Hersteller im Mai 2022 das auf 100 Exemplare limitierte Sondermodell Jean Rédélé. Es ist in Montebello Grau lackiert und hat ein schwarzes Dach.
Im Juni 2022 wurde das Sondermodell Tour de Corse 75 in Anlehnung an das bei der Rallye Korsika 1975 eingesetzte Alpine-Modell vorgestellt. Es ist zweifarbig in gelb und schwarz lackiert und hat weiße Felgen. 150 Fahrzeuge sollen entstehen.
Im Oktober 2022 wurde das auf 100 Exemplare limitierte Sondermodell R zunächst beim Großen Preis von Japan 2022 und kurz darauf beim Pariser Autosalon vorgestellt. Es hat unter anderem einen optimierten Diffusor, der eine höhere Höchstgeschwindigkeit ermöglicht. Haube, Dach, Felgen, Motorabdeckung und Sitze sind aus Kohlenstofffaserverstärktem Kunststoff („Carbon“); insgesamt beträgt die Gewichtseinsparung 34 kg. Auch das Fahrwerk ist überarbeitet. 32 R-Fahrzeuge werden als Fernando Alonso Edition geliefert. Diese sind in Mattblau lackiert.
Anlässlich des 50. Jahrestages von Alpines Sieg bei der Rallye-Weltmeisterschaft 1973 und des Sieges bei der Rallye Sanremo wurde im März 2023 das auf 200 Exemplare limitierte Sondermodell San Remo 73 vorgestellt. Es ist im Farbton Caddy Blue lackiert und hat ein rotes Carbondach.
Anlässlich des 24-Stunden-Rennen von Le Mans 2023 präsentierte Alpine im Juni 2023 das auf 100 Exemplare limitierte Sondermodell Le Mans auf Basis des R. Gekennzeichnet ist es durch eine weiße Karosserie mit blauen Elementen.
Im Juli 2023 wurde das Sondermodell Enstone Edition im Vorfeld des Großen Preises von Großbritannien auf Basis des S vorgestellt. Es ist auf 300 Exemplare limitiert. Der Name erinnert an den Formel-1-Standort des Alpine F1 Teams.
Auf dem Pariser Autosalon im Oktober 2024 präsentierte Alpine das auf 110 Exemplare limitierte Sondermodell R Ultime. Es ist mit einem Basispreis von 265.000 Euro deutlich teurer als andere A110-Versionen. 15 der 110 Exemplare sind in der Version La Bleue verfügbar, die weitere 65.000 Euro kostet.
Im Februar 2025 wurde das Sondermodell R70 Trikolore anlässlich des 70-jährigen Jubiläums von Alpine präsentiert. Insgesamt entstehen davon 210 Fahrzeuge, jeweils 70 in den Farben Caddy Blau, Arktis Weiß und Seismic Rot in Anlehnung an die Flagge Frankreichs. Außerdem wurde mit der Vorstellung dieses Sondermodells das Produktionsende des A110 mit Verbrennungsmotor für 2026 angekündigt.

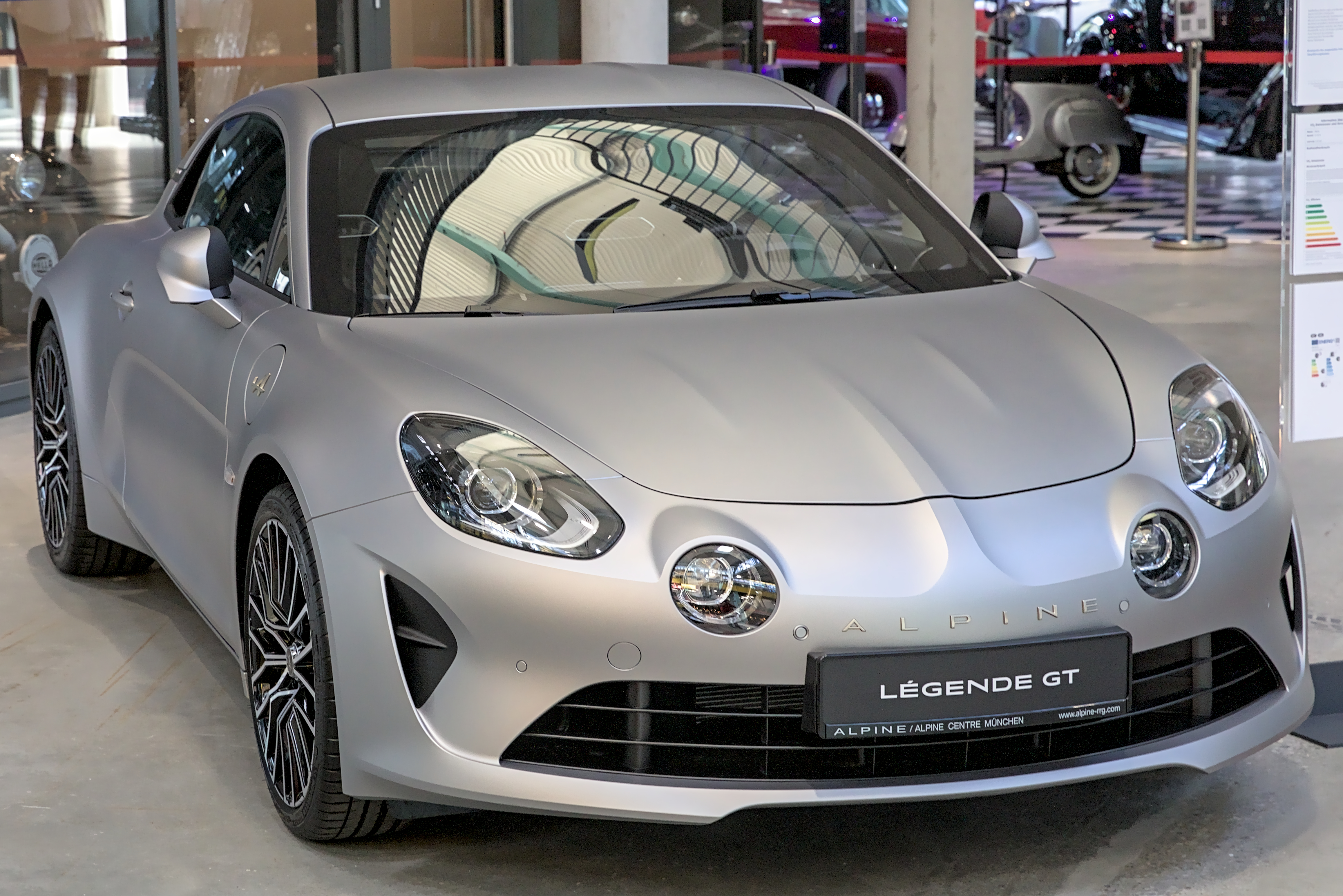
Alpine A110 Légende GT (2020)
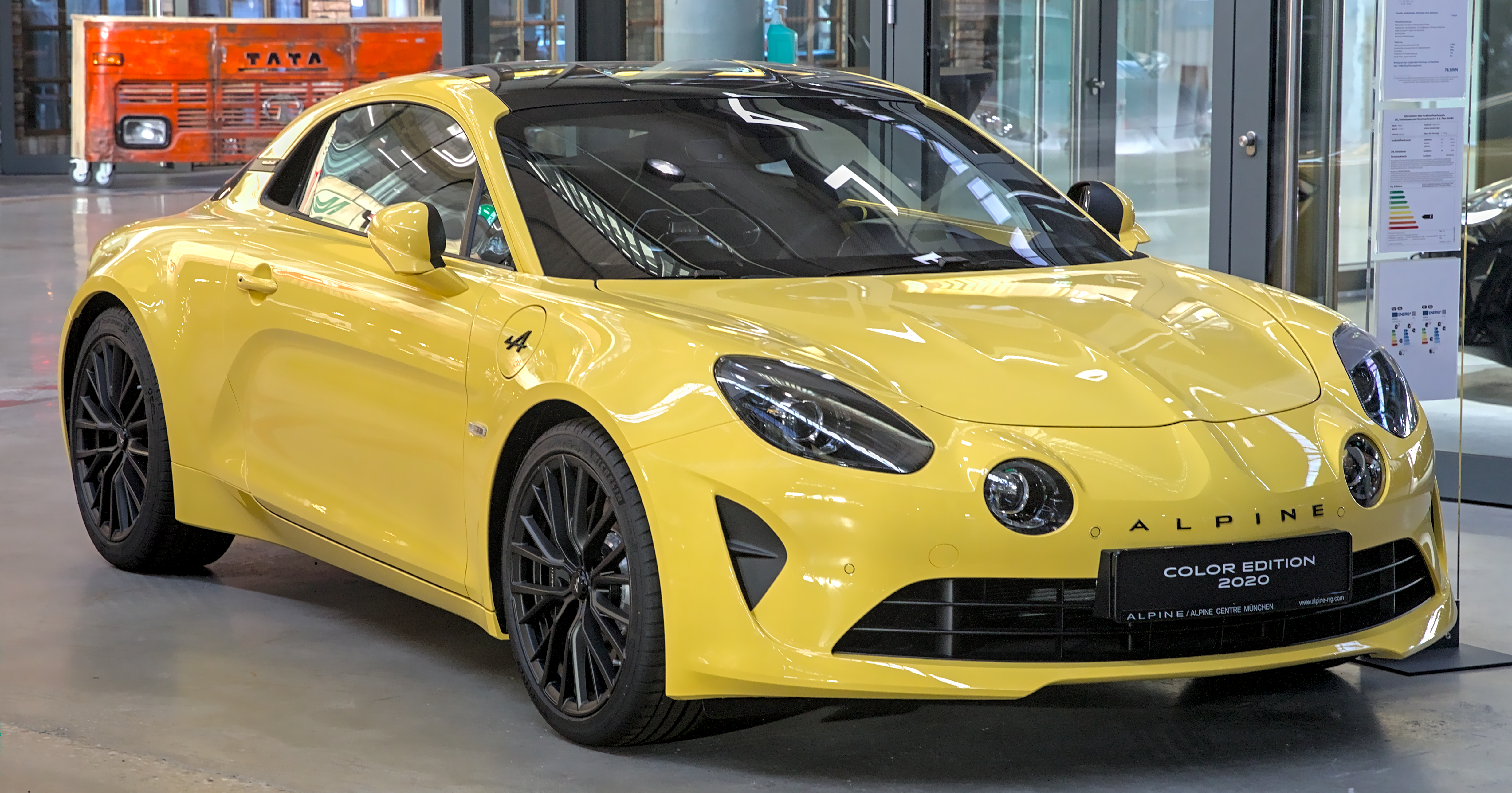
Alpine A110 Color Edition 2020
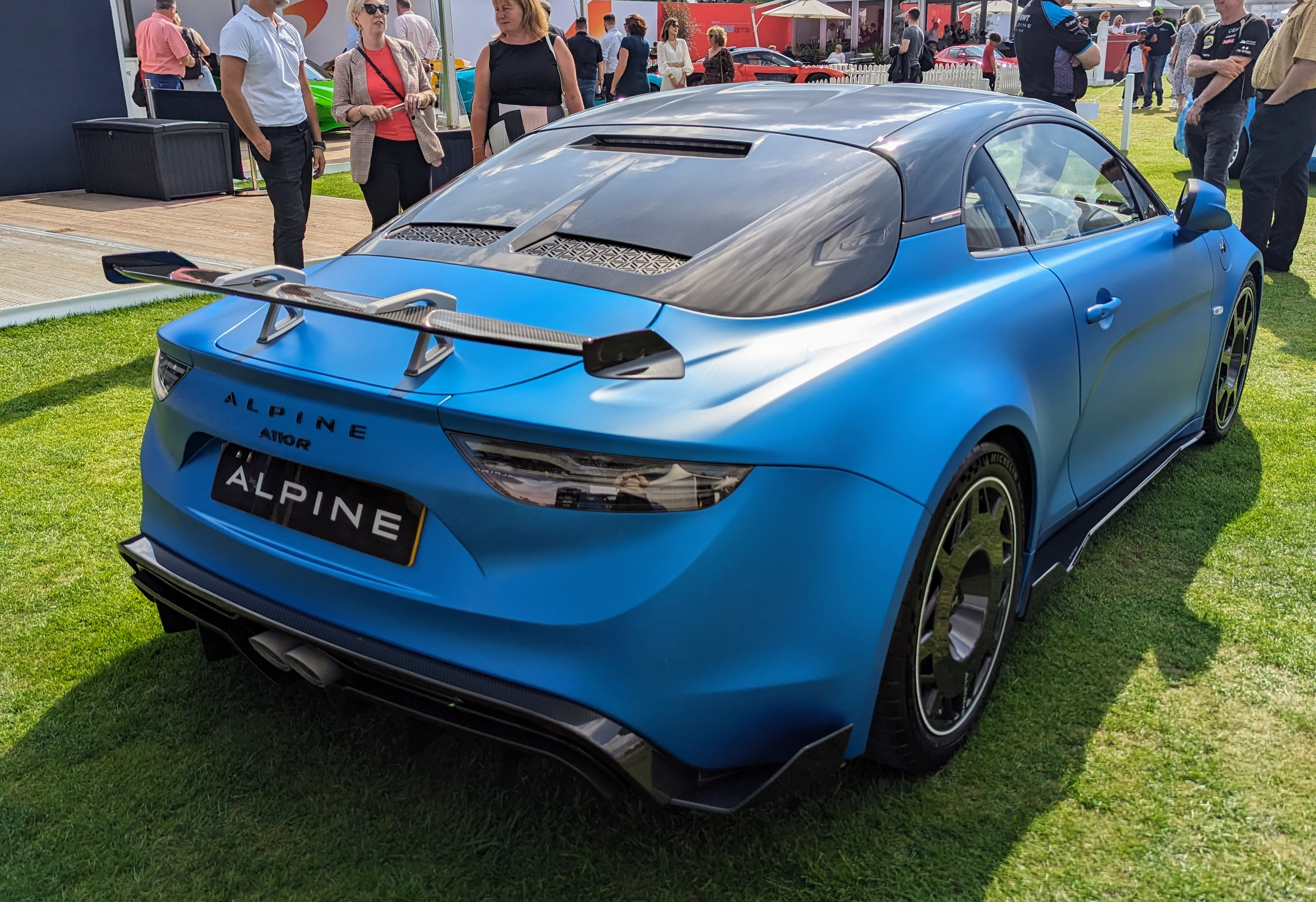
Alpine A110 R (seit 2022)
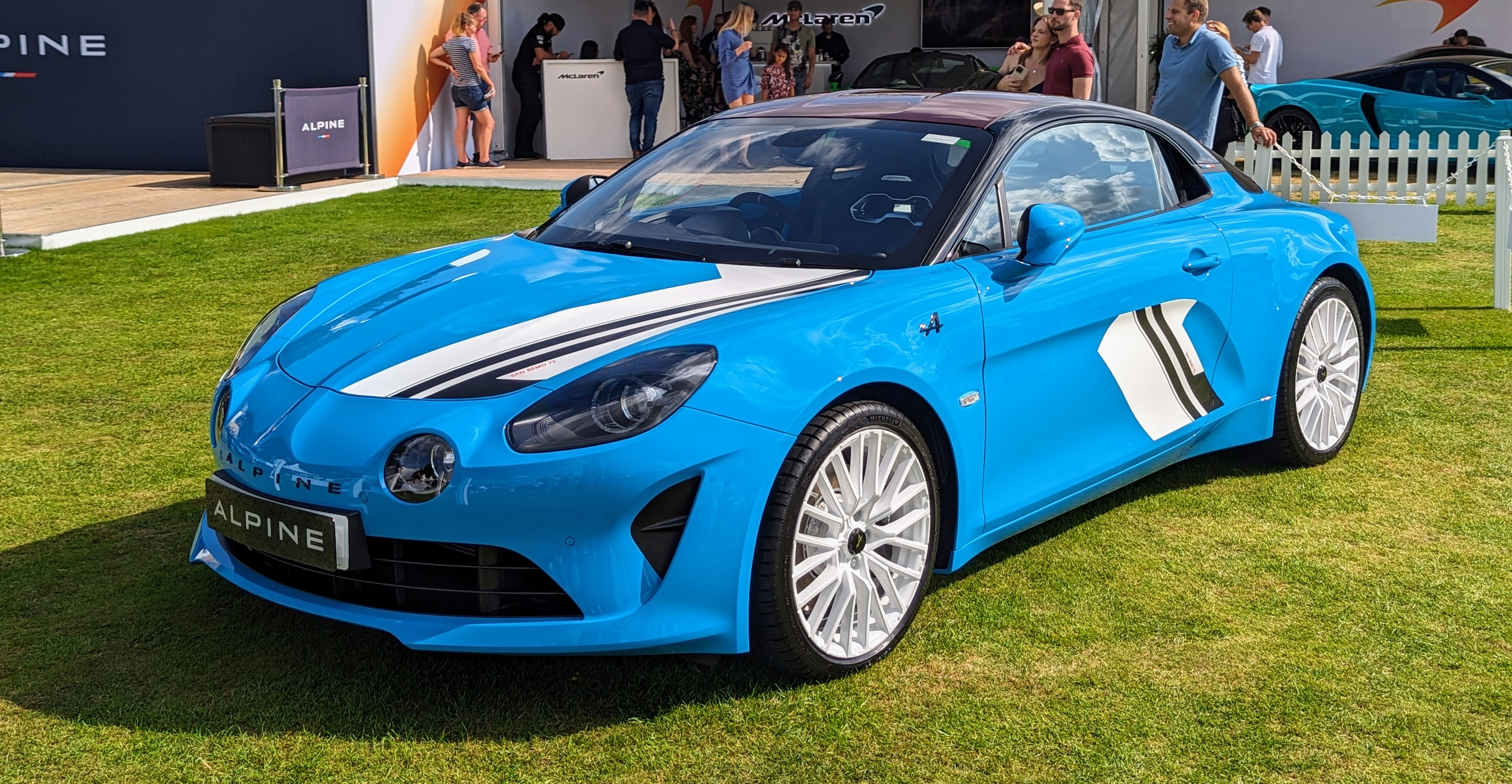
Alpine A110 San Remo 73 (2023)
Alpine A110 R Le Mans (2023)

## Technik
Angetrieben wird der Sportwagen von einem maximal 185 kW (252 PS) bei 6000/min leistenden, mit Twin-Scroll-Lader aufgeladenen 1,8-Liter-Ottomotor (Motorbezeichnung: M5P 4xx), der den A110 in 4,5 Sekunden von 0 auf 100 km/h beschleunigt. Dieser kommt mit weniger Leistung seit Juli 2017 auch im Renault Espace V zum Einsatz. Der Mittelmotor ist quer vor der Hinterachse eingebaut.
Die Karosserie des hinterradgetriebenen Wagens besteht zu 96 Prozent aus Aluminium, wodurch ein Leergewicht von rund 1100 Kilogramm erreicht wird; ohne Sonderausstattung gibt der Hersteller das Leergewicht ab 1080 Kilogramm an. Aufgrund des Mittelmotors hat das Fahrzeug zwei Gepäckräume: vorn 96 l und hinten 100 l.
Alle vier Räder sind einzeln aufgehängt und werden an beiden Achsen mit Doppelquerlenkern geführt.
A110 S, A110 GT und A110 R nutzen den gleichen Motor, dieser leistet jedoch maximal 221 kW (300 PS) bei 6400/min. Die 215 kW (292 PS) des A110 S werden durch einen um 0,4 bar erhöhten Ladedruck und eine Erhöhung der Höchstdrehzahl um 400/min erreicht. Das Drehmoment beträgt beim S-Modell wie bei den ursprünglichen Versionen 320 Nm, liegt aber bis zu 6400/min an. Die Endgeschwindigkeit beträgt nun 260 km/h. Von 0 auf 100 km/h beschleunigen die stärkeren Modelle in 4,4 bis 3,9 Sekunden.

## Motorsport

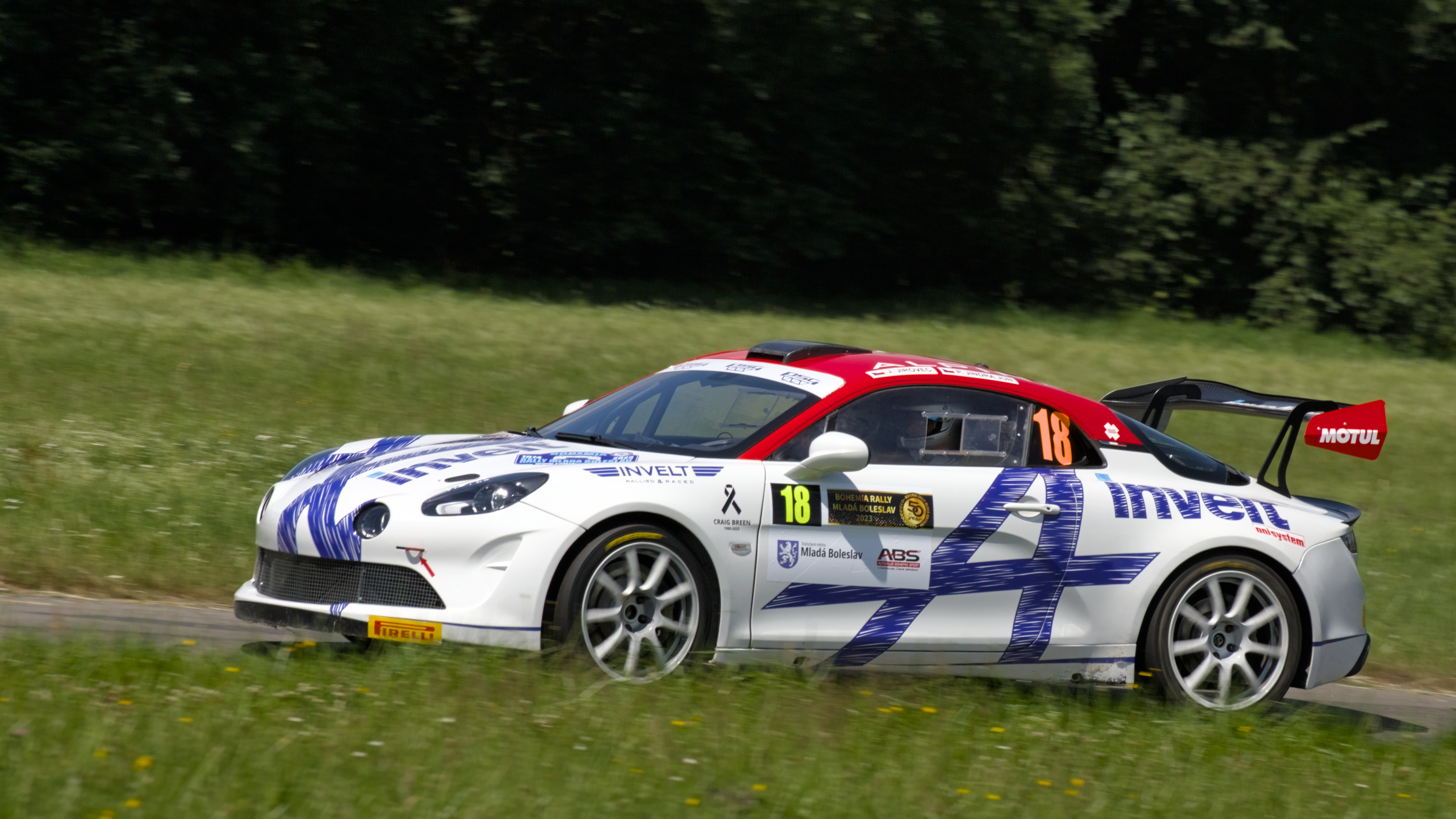
Alpine A110 im Rallye-Einsatz (2023)

Alpine A110 Pikes Peak

Basierend auf dem Fahrzeug gibt es die Versionen A110 Cup für einen Markenpokal, A110 GT4 für die Gruppe GT4 und ab 2020 für den Rallye-Einsatz den A110 Rally.
Für die Teilnahme am Pikes Peak International Hill Climb im Juni 2023 entwickelte Alpine einen A110 mit einem 500 PS starken Antrieb. Es war der erste Auftritt der Marke bei der Veranstaltung. In Nordamerika werden keine Alpine-Fahrzeuge verkauft.

## Technische Daten
|                                            | A110                                | A110                           | A110 S                         | A110 S                         | A110 GT                        | A110 R                         | A110 R Ultime                  |
| ------------------------------------------ | ----------------------------------- | ------------------------------ | ------------------------------ | ------------------------------ | ------------------------------ | ------------------------------ | ------------------------------ |
| Bauzeitraum                                | 12/2017–11/2021                     | seit 11/2021                   | 10/2019–11/2021                | seit 11/2021                   | seit 11/2021                   | seit 10/2022                   | seit 10/2024                   |
| Motorkenndaten                             |                                     |                                |                                |                                |                                |                                |                                |
| Motorart                                   | Ottomotor                           | Ottomotor                      | Ottomotor                      | Ottomotor                      | Ottomotor                      | Ottomotor                      | Ottomotor                      |
| Motorbauart                                | R4                                  | R4                             | R4                             | R4                             | R4                             | R4                             | R4                             |
| Motoreinbaulage                            | Mittelmotor, quer                   | Mittelmotor, quer              | Mittelmotor, quer              | Mittelmotor, quer              | Mittelmotor, quer              | Mittelmotor, quer              | Mittelmotor, quer              |
| Motorbezeichnung                           | M5P 4xx                             |                                |                                |                                |                                |                                |                                |
| Motoraufladung                             | Twin-Scroll-Turbolader              | Twin-Scroll-Turbolader         | Twin-Scroll-Turbolader         | Twin-Scroll-Turbolader         | Twin-Scroll-Turbolader         | Twin-Scroll-Turbolader         | Twin-Scroll-Turbolader         |
| Gemischbildung                             | Benzindirekteinspritzung            | Benzindirekteinspritzung       | Benzindirekteinspritzung       | Benzindirekteinspritzung       | Benzindirekteinspritzung       | Benzindirekteinspritzung       | Benzindirekteinspritzung       |
| Hubraum                                    | 1798 cm³                            | 1798 cm³                       | 1798 cm³                       | 1798 cm³                       | 1798 cm³                       | 1798 cm³                       | 1798 cm³                       |
| max. Leistung bei min−1                    | 185 kW (252 PS) / 6000              | 185 kW (252 PS) / 6000         | 215 kW (292 PS) / 6400         | 221 kW (300 PS) / 6300         | 221 kW (300 PS) / 6300         | 221 kW (300 PS) / 6300         | 254 kW (345 PS) / 6000         |
| max. Drehmoment bei min−1                  | 320 Nm / 2000–5000                  | 320 Nm / 2000–4800             | 320 Nm / 2000–6400             | 340 Nm / 2400–6000             | 340 Nm / 2400–6000             | 340 Nm / 2400–6000             | 420 Nm / 3200                  |
| Kraftübertragung                           |                                     |                                |                                |                                |                                |                                |                                |
| Antrieb                                    | Hinterradantrieb                    | Hinterradantrieb               | Hinterradantrieb               | Hinterradantrieb               | Hinterradantrieb               | Hinterradantrieb               | Hinterradantrieb               |
| Getriebe, serienmäßig                      | 7-Gang-Doppelkupplungsgetriebe      | 7-Gang-Doppelkupplungsgetriebe | 7-Gang-Doppelkupplungsgetriebe | 7-Gang-Doppelkupplungsgetriebe | 7-Gang-Doppelkupplungsgetriebe | 7-Gang-Doppelkupplungsgetriebe | 6-Gang-Doppelkupplungsgetriebe |
| Messwerte                                  |                                     |                                |                                |                                |                                |                                |                                |
| Höchstgeschwindigkeit                      | 250 km/h                            | 250 km/h                       | 260 km/h                       | 260 km/h (1)                   | 260 km/h                       | 285 km/h                       | 285 km/h                       |
| Beschleunigung, 0–100 km/h                 | 4,5 s                               | 4,5 s                          | 4,4 s                          | 4,2 s                          | 4,2 s                          | 3,9 s                          | 3,8 s                          |
| Kraftstoffverbrauch auf 100 km, kombiniert | 6,1 l Super                         | 6,7–7,0 l Super                | 6,6 l Super                    | 6,8–7,0 l Super                | 6,8–7,0 l Super                | 6,7–7,0 l Super                | 6,9 l Super                    |
| CO2-Emission, kombiniert                   | 138 g/km                            | 152–158 g/km                   | 147 g/km                       | 153–160 g/km                   | 153–160 g/km                   | 152–153 g/km                   | 157 g/km                       |
| Tankinhalt                                 | 45 l                                | 45 l                           | 45 l                           | 45 l                           | 45 l                           | 45 l                           | 45 l                           |
| Abgasnorm                                  | Euro 6 Euro 6d-TEMP (2) Euro 6d (3) | Euro 6d                        | Euro 6d-TEMP Euro 6d (3)       | Euro 6d                        | Euro 6d                        | Euro 6d                        | Euro 6e                        |

## Zulassungszahlen in Deutschland
Seit dem Marktstart bis einschließlich Dezember 2024 sind in der Bundesrepublik Deutschland insgesamt 2.051 Alpine A110 neu zugelassen worden. Mit 425 Einheiten war 2024 das erfolgreichste Verkaufsjahr.
|  |

|  |

|  |

|  |

|  |

|  |

|  |

|  |

|  |

|  |

|  |

|  |

|  |

|  |

|  |

|  |

|  |

|  |

|  |

|  |

|  |

|  |

|  |

|  |

|  |

|  |

|  |

|  |

|  |

|  |

|  |

|  |

|  |

|  |

|  |

|  |

|  |

|  |

|  |

|  |

|  |

|  |

|  |

|  |

|  |

|  |

|  |

|  |

|  |

|  |

|  |

|  |

|  |

|  |

|  |

|  |

|  |

|  |

|  |

|  |

|  |

|  |

|  |

|  |

|  |

|  |

|  |

|  |

|  |

|  |

|  |

|  |

|  |

|  |

|  |

|  |

|  |

|  |

|  |

|  |

|  |

|  |

|  |

|  |

|  |

|  |

|  |

|  |

|  |

|  |

|  |

|  |

|  |

|  |

|  |

|  |

|  |

|  |

|  |

|  |

|  |

|  |

|  |

|  |

|  |

|  |

|  |

|  |

|  |

|  |

|  |

|  |

|  | Benziner (2.051) |

|  | Benziner (2.051) |

## Verwandte Fahrzeuge

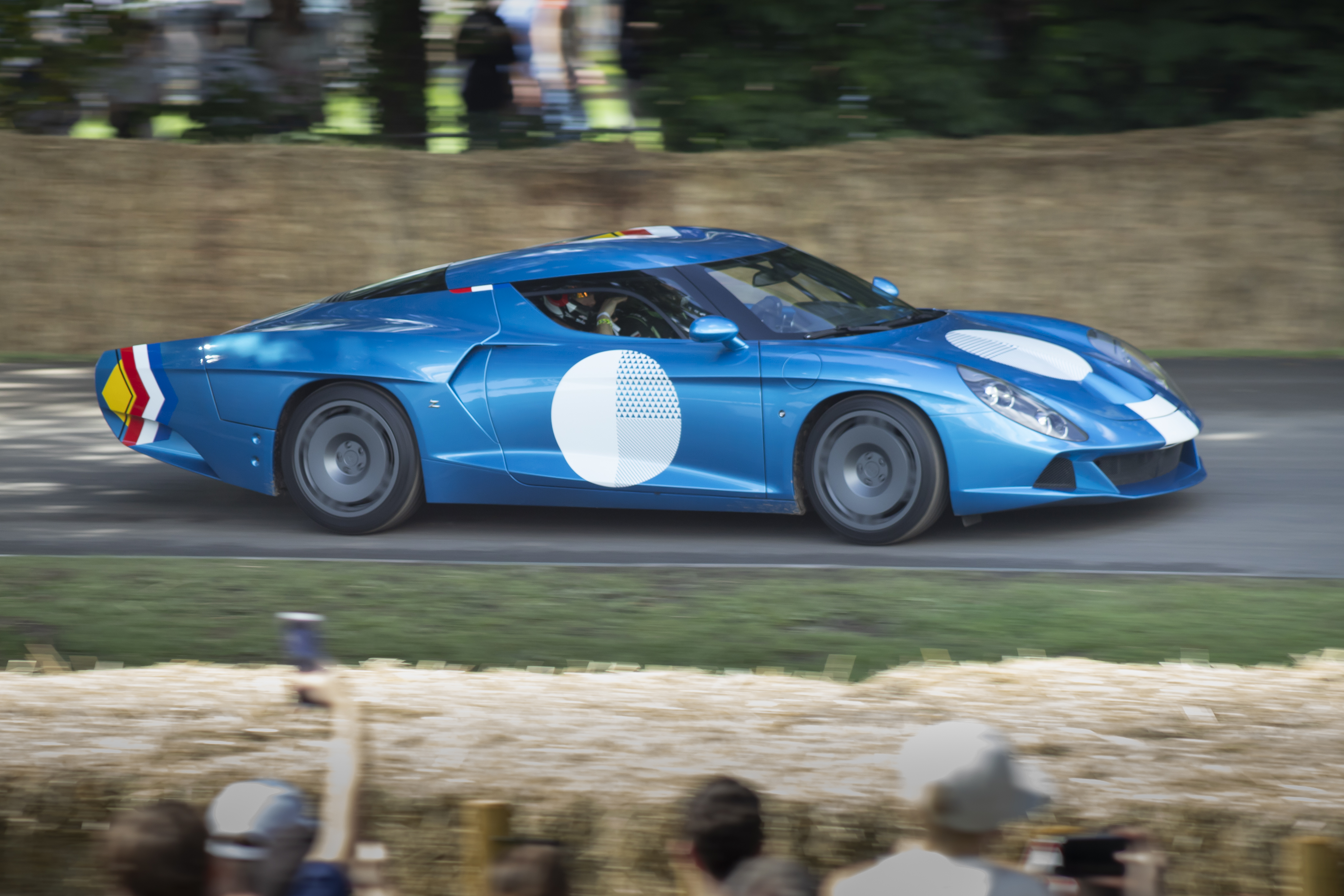
Zagato AGTZ Twin Tail auf dem Goodwood Festival of Speed 2024

Im Februar 2024 präsentierte Zagato den auf dem A110 aufbauenden AGTZ Twin Tail. Öffentlichkeitspremiere hatte er auf dem Concorso d’Eleganza Villa d’Este im Mai 2024. Der auf 19 Exemplare limitierte Umbau hat ein austauschbares Heck, wodurch das Fahrzeug entweder 4,31 oder 4,80 Meter lang ist. Es soll an den Alpine A220 aus den 1960er-Jahren erinnern.